# Associazione Sportiva Waterpolis Pescara
L'Associazione Sportiva Waterpolis Pescara, conegut simplement com a Waterpolis Pescara, va ser un club de waterpolo italià de la ciutat de Pescara, als Abruços.
Fundat el 1930, el 1988 es va proclamar campió d'Europa. A partir la dècada del 2000, l'equip va experimentar una lenta caiguda esportiva i empresarial, perdent la participació en competicions europees i després de la màxima categoria italiana. A principis de la temporada 2009-10, l'equip va anunciar la renúncia i la consegüent retirada de tots els campionats.
És l'equip on Manel Estiarte va aconseguir els seus majors èxits.

## Palmarès
- Lliga de Campions
  - Campions (1): 1987-88
  - Finalistes (1): 1997-98
- Copa LEN
  - Campions (1): 1995-96
  - Finalistes (1): 1999-00
- Recopa d'Europa
  - Campions (3): 1989-90, 1992-93, 1993-94
  - Finalistes (1): 1994-95
- Supercopa d'Europa
  - Campions (2): 1988, 1993
  - Finalistes (2): 1990, 1994
- Campionat italià: 
  - Campions (3): 1986-87, 1996-97, 1997-98
- Copa italiana: 
  - Campions (5): 1985, 1986, 1989, 1992, 1998